# Susan Wild
Susan Ellis Wild (Wiesbaden, 7 giugno 1957) è una politica statunitense, membro della Camera dei rappresentanti per lo stato della Pennsylvania dal 2018 al 2025.

## Biografia
Nata nella Lucius D. Clay Kaserne, una base militare in Germania, dove suo padre prestava servizio nell'Air Force, durante l'infanzia Susan Ellis si trasferì spesso per via del lavoro paterno e visse in Francia, in California, nel Nuovo Messico e a Washington. Studiò presso l'American University e la George Washington University, laureandosi in legge e divenendo avvocato. Fu volontaria per la campagna elettorale di Jimmy Carter alle presidenziali del 1976. Sposatasi con Russell Wild, pianificatore finanziario, si trasferì in Pennsylvania ed ebbe due figli; i Wild divorziarono dopo ventidue anni di matrimonio nel 2003 e due anni dopo scrissero un libro intitolato The Unofficial Guide to Getting a Divorce.
Entrata in politica con il Partito Democratico, nel 2013 la Wild si candidò infruttuosamente alla carica di commissario della contea di Lehigh, poi nel 2015 fu nominata solicitor della città di Allentown.
Nel 2018 si candidò alla Camera dei rappresentanti in un'elezione speciale indetta per assegnare il seggio lasciato dal repubblicano Charlie Dent. Contemporaneamente fu candidata anche per le elezioni parlamentari che avrebbero eletto i deputati del 116º Congresso e che si tennero lo stesso giorno delle elezioni speciali; la Wild fu candidata per due diverse circoscrizioni, in quanto il seggio di Dent rappresentava un vecchio distretto congressuale che sarebbe divenuto obsoleto con le successive elezioni. In entrambe le elezioni la Wild ebbe come avversario repubblicano l'ex campione olimpionico di ciclismo Marty Nothstein e in entrambi i casi risultò vincitrice, divenendo deputata.
Ideologicamente la Wild è una democratica progressista.